# Joey Janela
Joseph Janela, detto Joey (Hazlet, 3 luglio 1989), è un wrestler statunitense.
Principalmente noto per la sua militanza nella All Elite Wrestling (AEW) e nella Major League Wrestling (MLW), oltre che in varie federazioni facenti parte del circuito indipendente come Pro Wrestling Guerrilla (PWG), Combat Zone Wrestling (CZW) e Beyond Wrestling.

## Carriera
Grande appassionato di hardcore wrestling, deathmatch e shoot wrestling, generi resi popolari da Extreme Championship Wrestling (ECW), Combat Zone Wrestling, e varie altre compagnie di wrestling estremo nate dopo la chiusura della ECW; il giovane Janela rimase affascinato dallo "stile spettacolare e rischioso" di questa tipologia di combattimenti e decise di diventare un wrestler.

### All Elite Wrestling (2019–2022)

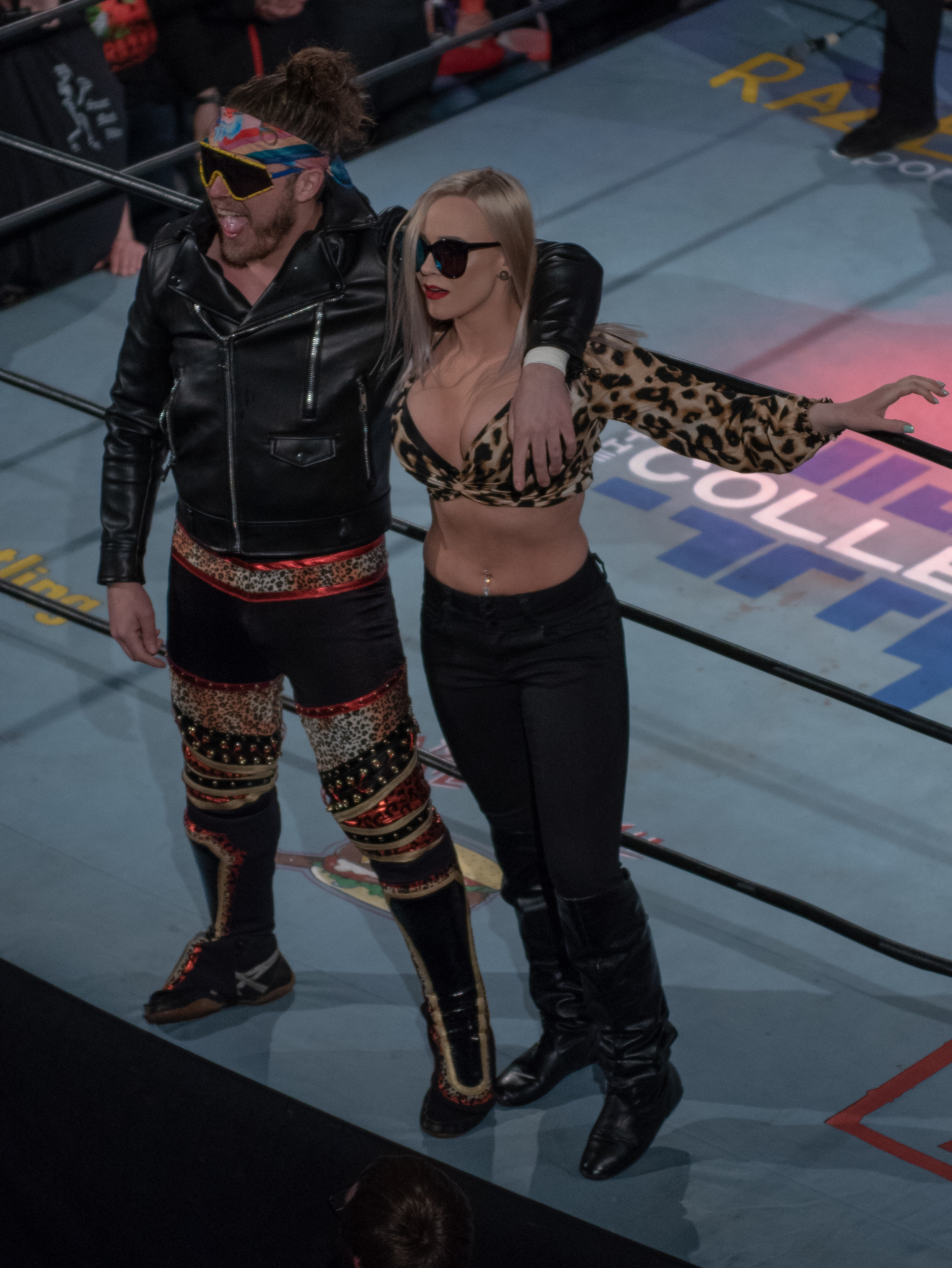
Janela insieme a Penelope Ford nel 2019

Nel gennaio 2019 fu annunciato che Janela sarebbe stato uno dei primi lottatori messi sotto contratto dalla All Elite Wrestling (AEW), una nuova federazione di wrestling capeggiata da Tony Khan e dai wrestler Cody Rhodes e The Young Bucks. In seguito fu rivelato che Janela aveva firmato un contratto triennale con la compagnia. Il suo contratto gli permetteva di continuare comunque a lottare anche nel circuito indipendente.
Esordì nella AEW al pay-per-view Double or Nothing il 25 maggio, dove prese parte alla Casino Battle Royale nel pre-show, vinta da "Hangman" Adam Page. All'evento Fyter Fest in giugno, Janela fu sconfitto da Jon Moxley nel main event non ufficiale. Il mese successivo a Fight for the Fallen, insieme a Darby Allin e Jimmy Havoc, fu sconfitto da Shawn Spears, MJF e Sammy Guevara. Dopo il match, i tre uomini si incolparono a vicenda della sconfitta e scoppiò una rissa nel backstage tra di loro. Successivamente, fu organizzato un three-way match da disputarsi a All Out il 31 agosto, vinto da Havoc. Nella puntata del 22 ottobre di Dark, Janela riportò la prima vittoria in AEW, sconfiggendo Brandon Cutler.
Quindi cominciò un feud con Shawn Spears. All'evento Full Gear del 9 novembre, Janela fu sconfitto da Spears. Il 4 dicembre a Dynamite affrontò Jon Moxley nel rematch di Fyter Fest, ma fu nuovamente sconfitto. A Double or Nothing del 23 maggio 2020, partecipò a un Casino Ladder match, che fu vinto da Brian Cage. Il 5 settembre 2020 al PPV All Out sconfisse Serpentico. Il 1º maggio 2022 ebbe termine il suo contratto con la AEW.

### DDT Pro-Wrestling (2022–presente)
Il 19 giugno 2022 la DDT Pro-Wrestling (DDT) annunciò che Janela avrebbe debuttato in agosto nella compagnia. Il 14 dello stesso mese egli sconfisse Akito in un "fluorescent light tube ippon death match" conquistando il DDT Extreme Championship. Il 20 agosto sconfisse Shunma Katsumata in un hardcore match all'evento Wrestle Peter Pan 2022 difendendo il titolo. Il 9 ottobre nella seconda serata dell'evento Fight Club della Game Changer Wrestling, sconfisse Cole Radrick in un "winner takes all match" mantenendo la cintura DDT e vincendo anche il GCW Extreme Championship di Radrick, diventando il primo wrestler a detenere sia il titolo DDT sia quello GCW Extreme Championship simultaneamente. Il 4 dicembre allo show D-Oh Grand Prix 2022, Janela perse il DDT Extreme Championship in favore di Jun Akiyama nel corso di un "tables, ladders, and chairs match". Il 4 aprile 2023, insieme al presidente della DDT Sanshiro Takagi e a Takeshi Masada, fu sconfitto da Atsushi Onita, Shunma Katsumata e Toi Kojima in un cruento "exploding barbed wire bat death match".

## Personaggio
Mossa finale
- Package piledriver

Soprannomi
- "The Bad Boy"
- "The Body Guy"

## Titoli e riconoscimenti
- Absolute Intense Wrestling
  - AIW Intense Championship (1)[20]

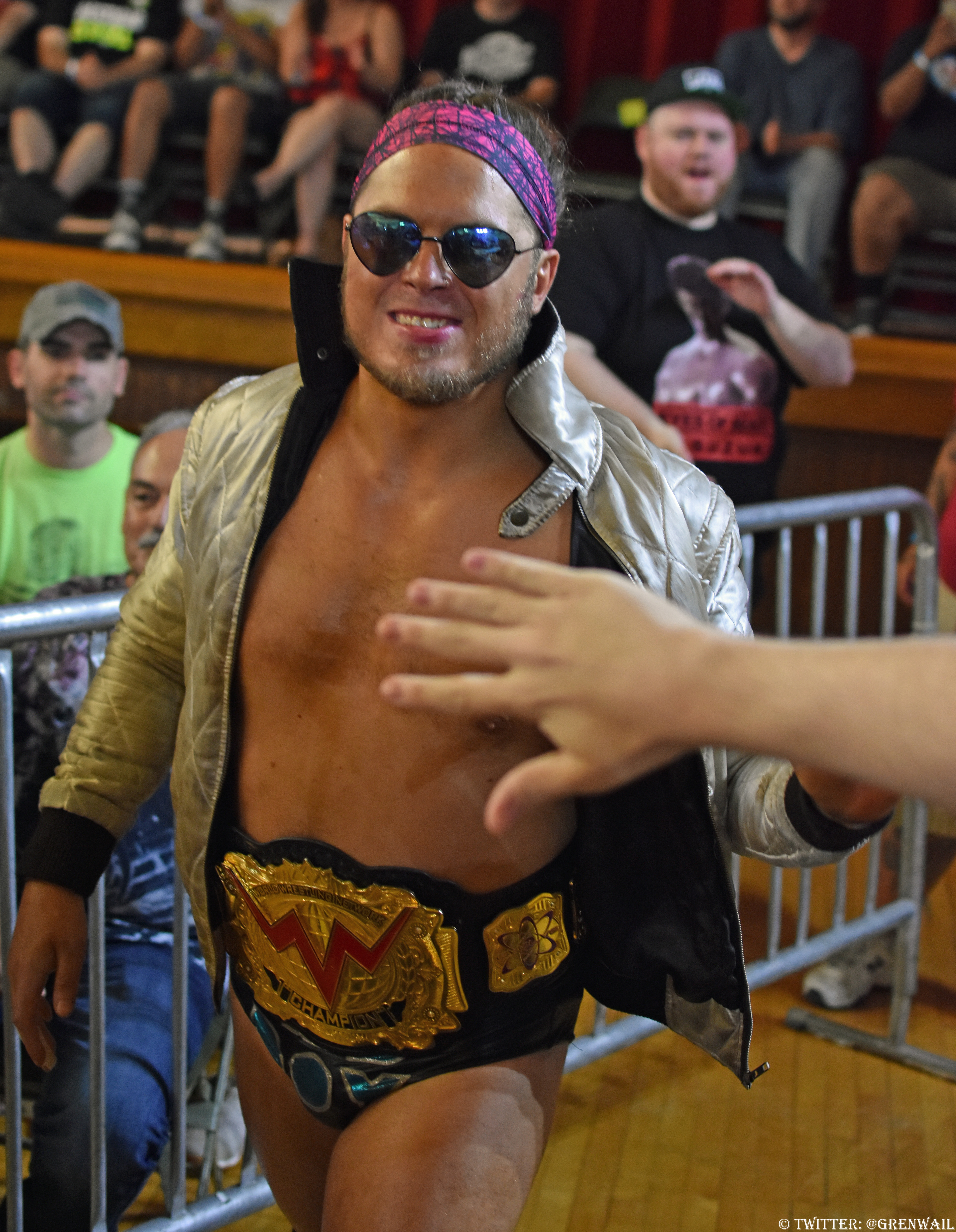
Janela come WWN Champion nel 2018

  - JT Lightning Memorial Tournament (2018)[21]
- Alpha-1 Wrestling
  - A1 Outer Limits Championship (1)[22]
- BodyZoï Wrestling/Banger Zone Wrestling
  - BodyZoï Championship/BZW Championship (1)
- Combat Zone Wrestling
  - CZW Wired TV Championship (3)[23]
- DDT Pro-Wrestling
  - DDT Extreme Championship (1)[24][25]
  - Ironman Heavymetalweight Championship (5)[26]
- Dojo Pro Wrestling
  - Dojo Pro White Belt Championship (1)[27]
- Forza Lucha!
  - Forza Lucha Cup Championship (1)[28]
- Game Changer Wrestling/Jersey Championship Wrestling
  - JCW Championship/GCW World Championship (2)[29]
  - JCW Tag Team Championship (2)[30][31] – con Rhett Titus (1) e con Sean Waltman (1)
  - GCW Extreme Championship (1)[32][33]
  - Tag Team Jersey J-Cup (2014)[34] – con Rhett Titus
  - The Acid Cup (2016)[35]
- Hoodslam
  - Hoodslam Champion Ship Championship (1)
- House of Glory
  - HOG Tag Team Championship (1) – con Anthony Gangone[36][37]
- Lucha Libre Vanguardia
  - Vanguardia Extraordinario Championship (1)
- National Wrestling Superstars
  - NWS Cruiserweight Championship (3)[38]
- On Point Wrestling
  - OPW Heavyweight Championship (1)[39]
- Pro Wrestling Illustrated
  - 106º tra i migliori 500 wrestler singoli nei PWI 500 del 2021[40]
- Pro Wrestling Syndicate
  - PWS Suicidal Six Way Championship/PWS Tri State Championship (3)[41]
- Revolution Eastern Wrestling
  - REW Pakistan Championship (1)
- WWNLive
  - WWN Championship (1)[42][43]
- World Xtreme Wrestling
  - WXW Blast Television Championship (1)[44]
- WrestlePro
  - WrestlePro Tag Team Championship (1) – con Brian Myers[45]